# Бланкерна
«Книга об Эвасте и Бланкерне» (кат. Llibre d'Evast e d'Aloma e de Blaquerna son fill) или просто «Бланкерна» — философский роман каталонского писателя Рамона Льюля, написанный в 1283 году. Считается одним из первых романов в истории европейской литературы.
Главный герой романа — идеальная личность, которая воплощает в себе единство религии и культуры, достигнутое благодаря приобщению к христианству. В состав романа Рамон Льюль включил «Книгу о Любящем и Возлюбленном» как сочинение, написанное Бланкерной.